# 金井清光
金井 清光（かない きよみつ、1922年〈大正11年〉7月28日 - 2009年〈平成21年〉4月7日）は、日本の国文学者、時衆研究者。鳥取大学名誉教授。

## 略歴
長野県松本市に生まれる。旧制松本中学（長野県松本深志高等学校）、姫路高等学校を経て、1943年（昭和18年）、東京帝国大学文学部国文学科に入学するも、学徒出陣する。シベリア抑留をへて帰国。1952年、東京大学国文学科卒業、同大学院に進学。この間、通学をしながら武蔵野女子学院高等部にて教鞭を執り、教頭であった雲藤義道の引見により、後年時宗法主となる河野憲善と出会う。1957年、大学院在学期限満了となり、鳥取大学学芸学部（のち教育学部）に奉職。やがて教授となるも、授業中の発言を巡って休職・退官に追い込まれる。推輓により清泉女子大学文学部教授となる。
日本歌謡学会理事。『能の研究』により國學院大學で文学博士号。中世の能、狂言、謡曲を専門とする。その過程で、“中世は浄土真宗などではなく時宗が人々の心を惹きつけていた”ことに気づき、時衆研究をはじめる。

## 時衆研究者として
- 宗派史観に囚われることなく、時宗を時衆として認知し、中世社会にどれほど浸透していたかを粘り強く解き明かしている。わかりやすい文章と論理構造で、初期の時衆研究を牽引し、晩年まで『一遍聖絵』を中心に現役で新稿を発表し続けた。
- 貧困の時代を知る世代からみて、網野善彦らの賎民論にはリアリティがないとする。
- 教務の合間を縫って、夜行列車で鳥取と各地を往復し、時宗寺院の大部分を直接訪問している。単身でガリ版刷りの『時衆研究』を隔月で発刊していた。
- 観阿弥・世阿弥を史料通り「観阿」「世阿」とすべきと主張している。
- 坂井衡平の研究を見いだし、世に知らしめた。
- いわゆる遊行派の創始を巡って、橘俊道、河野憲善と繰り広げた論争は研究史に遺る。論文中では河野を痛罵しながら、両者は友情で結ばれていた。

## その他
- シベリア抑留経験から日本共産党支持を公言する一方、鎮魂歌としての軍歌を愛し、終戦の日には靖国神社参拝を欠かさない。
- 相愛大学教授砂川博は鳥取大学での門下生。論文上で、過剰といえるほどに相互を賞賛しあう仲である。
- 埼玉県の老人ホームで妻と過ごす。入退院を繰り返すものの、怒濤のごとき執筆の勢いは衰えることがなかった。2009年、死去。

## 主な著作
- 『花伝書新解』（明治書院、1958年）
- 『時衆文芸研究』（風間書房、1967年）
- 『能の研究』（桜楓社、1969年）
- 『一遍と時衆教団』（角川書店、1975年）
- 『時衆と中世文学』（東京美術、1975年）
- 『能と狂言』（明治書院、1977年）
- 『民俗芸能と歌謡の研究』（東京美術、1979年）
- 『風姿花伝詳解』（明治書院、1983年）
- 『時衆教団の地方展開』（東京美術、1983年）
- 『一遍語録を読む』梅谷繁樹との共著（法蔵館・法蔵選書、1984年／法蔵館文庫、2022年）
- 『中世芸能題目立註解』（明治書院、1986年）
- 『歌謡と民謡の研究』（桜楓社、1987年）
- 『時衆文芸と一遍法語』（東京美術、1987年）
- 『一遍上人ものがたり』（東京美術、1988年）東京美術選書
- 『天正狂言本全注釈』（風間書房、1989年）
- 『中世芸能と仏教』（新典社、1991年）研究叢書
- 『能・狂言の新論考』（新典社、1996年）研究叢書
- 『一遍の宗教とその変容』（岩田書院、2000年）
- 『中世の癩者と差別』（岩田書院、2003年）
- 『一編聖絵新考』（岩田書院、2005年）